# Bernie Miller
Bernard (Bernie) A. Miller (ur.  1940) – amerykański brydżysta, Senior Master (WBF).

## Wyniki brydżowe

### Zawody światowe
W światowych zawodach zdobył następujące lokaty:
| Mistrzostwa Świata. Konkurencja teamów | Mistrzostwa Świata. Konkurencja teamów | Mistrzostwa Świata. Konkurencja teamów | Mistrzostwa Świata. Konkurencja teamów | Mistrzostwa Świata. Konkurencja teamów | Mistrzostwa Świata. Konkurencja teamów |
| Rok                                    | Miejsce                                | Zawody                                 | Kategoria                              | Drużyna                                | Pozycja                                |
| -------------------------------------- | -------------------------------------- | -------------------------------------- | -------------------------------------- | -------------------------------------- | -------------------------------------- |
| 2002                                   | Montreal                               | 11. Mistrzostwa Świata                 | Open                                   | Freed                                  | 65                                     |
| 2002                                   | Montreal                               | 11. Mistrzostwa Świata                 | Seniorzy                               | Freed                                  | 2                                      |
| 1991                                   | Jokohama                               | 30. Mistrzostwa Świata Teamów          | Open                                   | USA 1                                  | 5                                      |

| Mistrzostwa Świata. Konkurencja par | Mistrzostwa Świata. Konkurencja par | Mistrzostwa Świata. Konkurencja par | Mistrzostwa Świata. Konkurencja par | Mistrzostwa Świata. Konkurencja par | Mistrzostwa Świata. Konkurencja par |
| Rok                                 | Miejsce                             | Zawody                              | Kategoria                           | Partner                             | Pozycja                             |
| ----------------------------------- | ----------------------------------- | ----------------------------------- | ----------------------------------- | ----------------------------------- | ----------------------------------- |
| 2002                                | Montreal                            | 11. Mistrzostwa Świata              | Seniorzy                            | Lew Finkel                          | 45                                  |

## Klasyfikacja
- Bernie Miller – klasyfikacja WBF (ang.)